# Bossa amniòtica
La bossa amniòtica és un òrgan en forma de bossa de paret prima que conté el fetus juntament amb el líquid amniòtic durant tot l'embaràs i que s'estén a partir dels marges de la placenta. La bossa íntegra i el líquid amniòtic que conté equilibren la pressió hidroestàtica de l'interior de l'úter i, durant el part, permeten que la força de les contraccions uterines es transmeti de forma uniforme fins al cèrvix en la fase de dilatació.

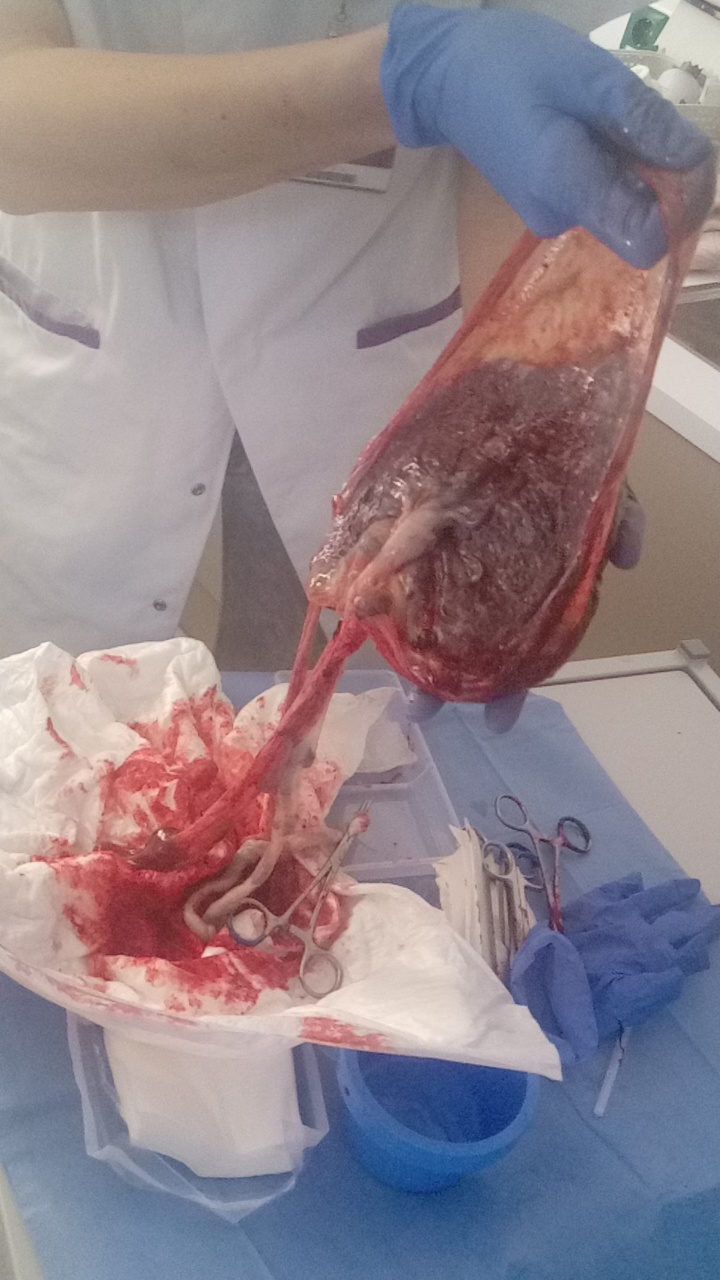
Després del part: Placenta amb la bossa amniòtica unida
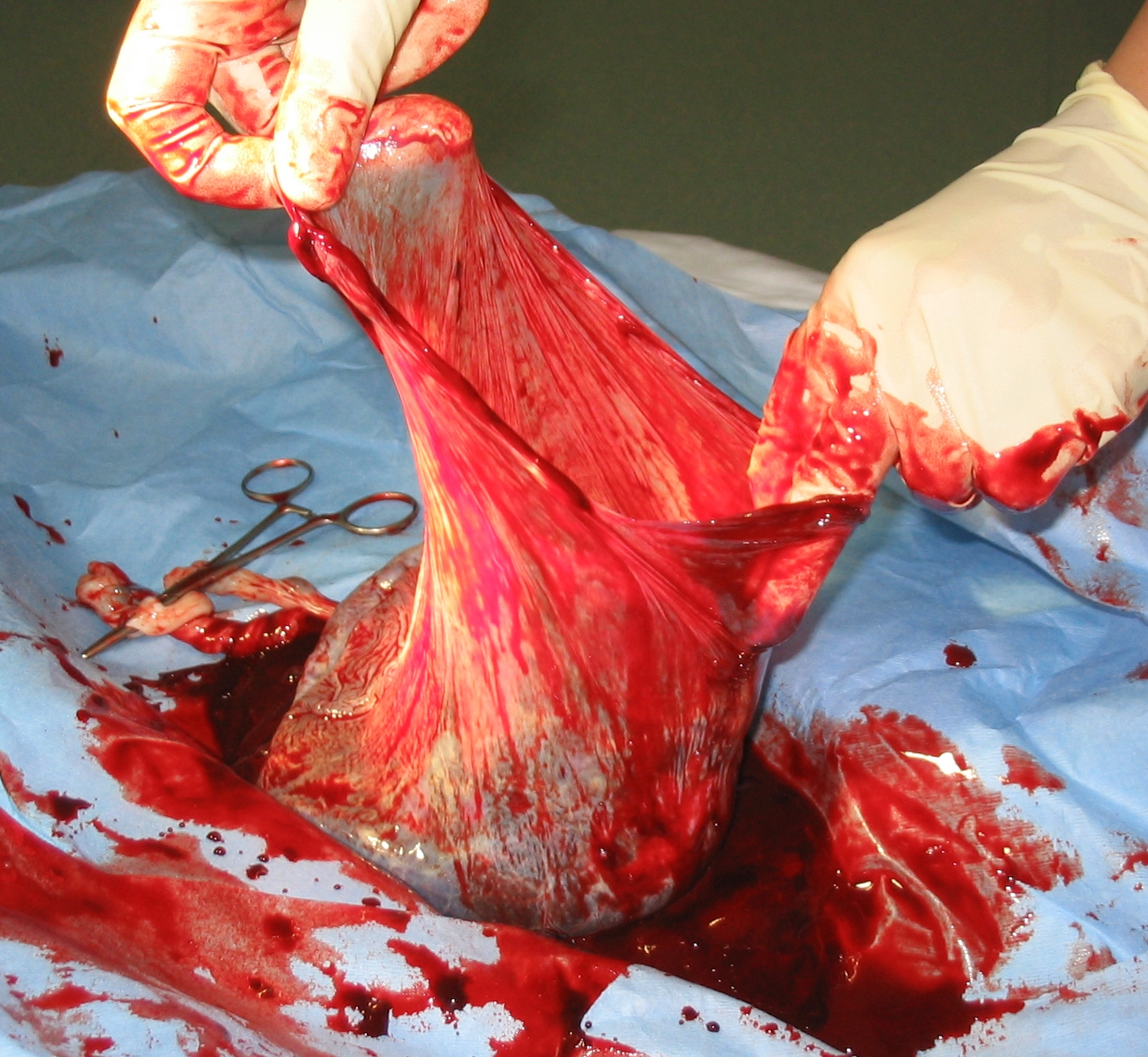
Bossa amniòtica amb la colga dins, a examen després del part quirúrgic